# Floroglucinol
Floroglucinol je organická sloučenina používaná při organické syntéze léčiv a výbušnin. Molekula floroglucinolu existuje ve dvou tautomerních formách, jako fenolický 1,3,5-trihydroxybenzen (benzen-1,3,5-triol) a ketonový 1,3,5-cyklohexantrion. Tyto dva tautomery jsou v rovnováze. Floroglucinol je užitečným vícefunkčním meziproduktem.
Z vodného roztoku floroglucinol krystalizuje jako dihydrát s bodem tání 116–117 °C, bezvodá forma má teplotu tání 218–220 °C. Nelze dosáhnout teploty varu bez rozkladu, floroglucinol však také sublimuje.